# ウィ・ハジュン
ウィ・ハジュン（朝: 위하준、英: Wi Ha Jun、1991年8月5日 - ）は、韓国の俳優。MSTEAMエンターテインメント所属。

## 経歴
全羅南道莞島郡所安面出身。2015年、映画『コインロッカーの女』に出演し、俳優としてデビュー。
2016年、芸能事務所8社による企画「スタープロジェクト」に参加。
2018年、映画『コンジアム』では主役に大抜擢。同作は観客動員数260万人を記録し、ヒット作となった。初主演作の映画で演技が評価され、JTBCのテレビドラマ『よくおごってくれる綺麗なお姉さん』ではソン・イェジン演じる主人公の弟役という大役を手にした。
2020年、tvNのテレビドラマ『ロマンスは別冊付録』やJTBCのテレビドラマ『18アゲイン』に出演。
2021年9月より配信されたNetflixオリジナルテレビドラマ『イカゲーム』にファン・ジュノ役で出演。個人Instagramのフォロワー数が配信開始日を基点に4倍近く上昇し、250万人を超えるなど世界中のファンの関心が高まっている。同年12月17日から2022年1月28日まで放送されたtvNのテレビドラマ『Bad and Crazy』に出演。

## 出演

### テレビドラマ
- グッバイ ミスターブラック（2016年、MBC）- ハジュン役
- 黄金の私の人生（2017-2018年、KBS2）- リュ・ジェシン役
- よくおごってくれる綺麗なお姉さん（2018年、JTBC）- ユン・スンホ役[8]
- 最高の離婚（2018年、KBS2）- イム・シホ役[9]
- あの日のコーヒー（2018年、YouTube）- イ・ハミン役
- ロマンスは別冊付録（2019年、tvN）- チ・ソジュン役[10]
- 霊魂修繕工（2020年、KBS）- オ・ユミン役
- 18アゲイン（2020年、JTBC）- イェ・ジフン役[11]
- イカゲーム（2021年、Netflix）- ファン・ジュノ役[6]
- Bad and Crazy（2021年、tvN）- K役[7]
- シスターズ（2022年、tvN）- チェ・ドイル役[12]
- 最悪の悪 (2023年、Disney+) - チョン・ギチョル役
- 卒業(2024年、tvN) - イ・ジュノ役
- イカゲーム　シーズン2（2024年、Netflix）- ファン・ジュノ役[1]
- イカゲーム　シーズン3（2025年、Netflix）- ファン・ジュノ役

### 映画
- 彼らの平和（2012年）
- コインロッカーの女（2015年）- ヨン・ウゴン役
- 悪い奴は死ぬ（2015年）- チャ・ミョンホ役
- カッター（2015年）- ジョンテ役
- 金子文子と朴烈（パクヨル）（2017年）- 獄中の韓国の若者役
- 必ず捕まえる（2017年）- ヨン・ジョンヒョク役
- コンジアム（2018年）- ハジュン役[13]
- ガール・コップス（2019年）- チョン・ウジュン役[14]
- シャーク 覚醒（2021年）- チョン・ドヒョン役[15]
- 殺人鬼から逃げる夜（2021年）- ドシク役[16]

### バラエティ
- 島銃士シーズン2（2018年、 Olive・tvN）[17]

## ディスコグラフィ

### デジタルシングル
- 늦은 거겠지 (Maybe It's Too Late)（2018年10月15日発売、KBS2ドラマ『最高の離婚』OST Part.2）

## 受賞歴
- 2018年 第39回青龍映画賞 : 新人男優賞[18]